# 尉地干
尉地干（？—430年），鮮卑姓尉遲氏，代人，北魏官员。

## 生平
尉地干机智敏捷有才华技艺，骑马奔驰速射五个目标，当时没人能比得上他。魏明元帝时期，尉地干担任左机令。拓跋焘年少时对尉地干很好，魏太武帝即位后，提拔尉地干为库部尚书，加散骑常侍、左光禄大夫，兼领侍辇郎。尉地干侍奉皇帝忠诚谨慎，尤其擅长调笑。魏太武帝看到尉地干他仿效别人的举措，高兴地忍不住笑。尉地干十分受魏太武帝的亲近喜爱，参与军队国家大事的谋划。神䴥三年（430年），魏太武帝将要征讨夏国的平凉时，试验冲锋车攻击山顶，尉地干被粗绳所缠绕，折断腋下肋骨而死。魏太武帝亲自前往安抚，哭的十分悲痛，赠予尉地干中领军将军、燕郡公，谥号惠，赠送的赏赐十分丰厚。

## 家庭

### 父亲
- 尉诺，北魏安东将军、幽州刺史、辽西公

### 兄弟姐妹
- 尉眷，北魏侍中、太尉、渔阳庄王
- 尉侯头，北魏库部尚书、乐陵公
- 尉力斤，北魏冠军将军、并州刺史、晋阳侯
- 尉焉陈，北魏尚书、安乐侯
- 尉欢，北魏辽西公

### 兒子
- 尉長壽，北魏冠军将军、泾州刺史、会稽公

### 孫子
- 尉彌真，長壽子，襲封會稽公
- 尉狀德，彌真弟，襲封會稽公